# Округ Јанктон (Јужна Дакота)
Јанктон (енгл. Yankton County) је округ у америчкој савезној држави Јужна Дакота.

## Демографија
По попису из 2010. године број становника је 22.438, што је 786 (3,6%) становника више него 2000. године.
| Група             | 2000.          | 2010.          |
| Белци             | 20.365 (94,1%) | 20.563 (91,6%) |
| Афроамериканци    | 252 (1,2%)     | 340 (1,5%)     |
| Азијати           | 92 (0,4%)      | 117 (0,5%)     |
| Хиспаноамериканци | 395 (1,8%)     | 614 (2,7%)     |
| Укупно            | 21.652         | 22.438         |